# Icosaedru triakis

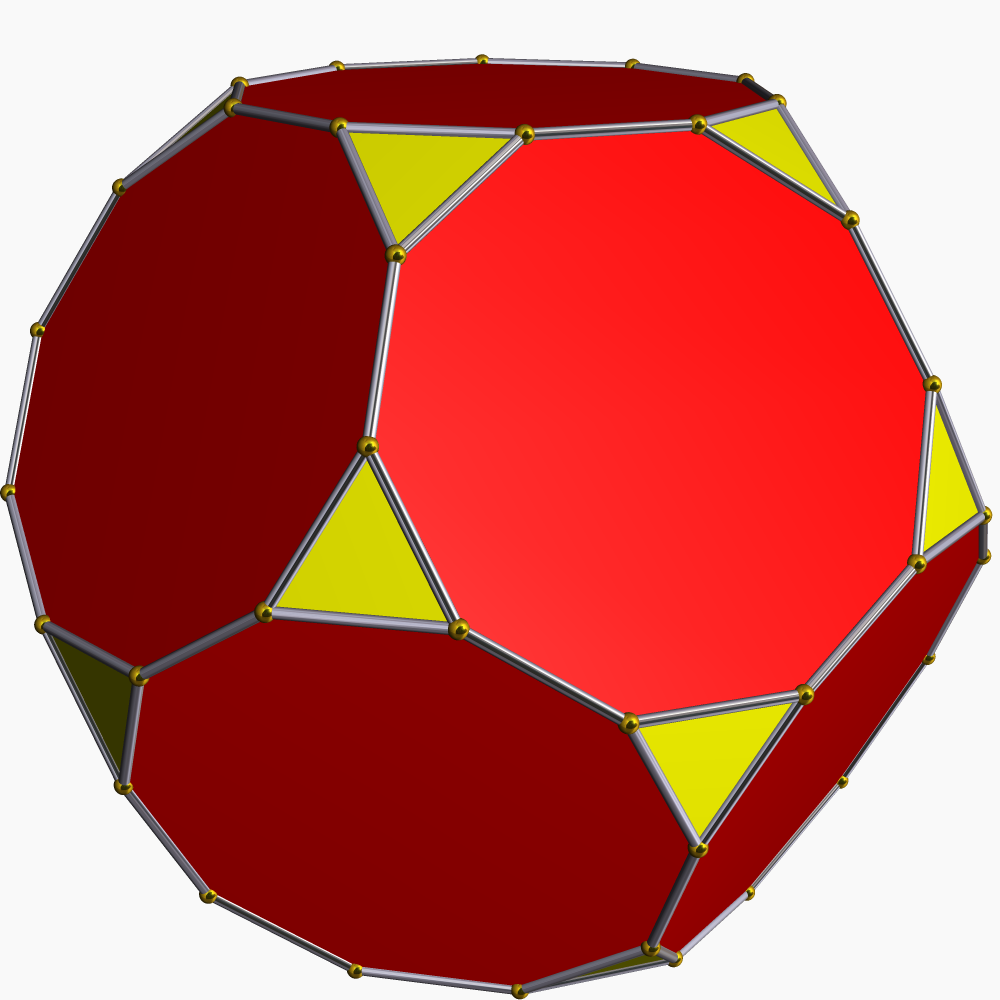
Dual: Dodecaedru trunchiat

În geometrie un icosaedru triakis este un poliedru Catalan cu 60 de fețe. Fiecare poliedru Catalan este dualul unui poliedru arhimedic. Dualul icosaedrului triakis este dodecaedrul trunchiat. Este tranzitiv pe fețe. 

## Coordonate carteziene și dimensiuni
Fie {\displaystyle \varphi } secțiunea de aur. Cele 12 puncte date de {\displaystyle (0,\pm 1,\pm \varphi )} și permutările ciclice ale acestor coordonate sunt vârfurile unui icosaedru regulat. Dualul său, dodecaedrul regulat, ale cărui laturi intersectează pe cele ale icosaedrului în unghi drept, are ca vârfuri punctele {\displaystyle (\pm 1,\pm 1,\pm 1)} împreună cu punctele {\displaystyle (\pm \varphi ,\pm 1/\varphi ,0)} și permutările ciclice ale acestor coordonate. Înmulțind toate coordonatele acestui dodecaedru cu factorul {\displaystyle (7\varphi -1)/11\approx 0,938\,748\,901\,93} se obține un dodecaedru ceva mai mic. Cele 20 de vârfuri ale acestui dodecaedru, împreună cu vârfurile icosaedrului, sunt vârfurile unui icosaedru triakis centrat în origine. Lungimea laturilor sale lungi este de {\displaystyle 2}. Fețele sale sunt triunghiuri isoscele cu un unghi obtuz de {\displaystyle \arccos(-3\varphi /10)\approx 119,009\,350\,869\,29^{\circ }} și două ascuțite de {\displaystyle \arccos((\varphi +7)/10)\approx 30,480\,324\,565\,36^{\circ }}. Raportul lungimilor laturilor lungi și scurte ale acestor triunghiuri este {\displaystyle (\varphi +7)/5\approx 1,723\,606\,797\,75}.

## Proiecții ortogonale
Icosaedrul triakis are trei proiecții ortogonale particulare: una pe mijlocul laturilor și două pe vârfuri: ultimele două corespund planelor Coxeter A2 și H2.
| Simetrie proiectivă | [2] | [6] | [10] |
| Imagini             |     |     |      |
| Imagini duale       |     |     |      |

## Poliedre asemănătoare
Galeria prezintă o stelare și patru Kleetopuri ale icosaedrului triakis, cu piramide de diferite înălțimi.

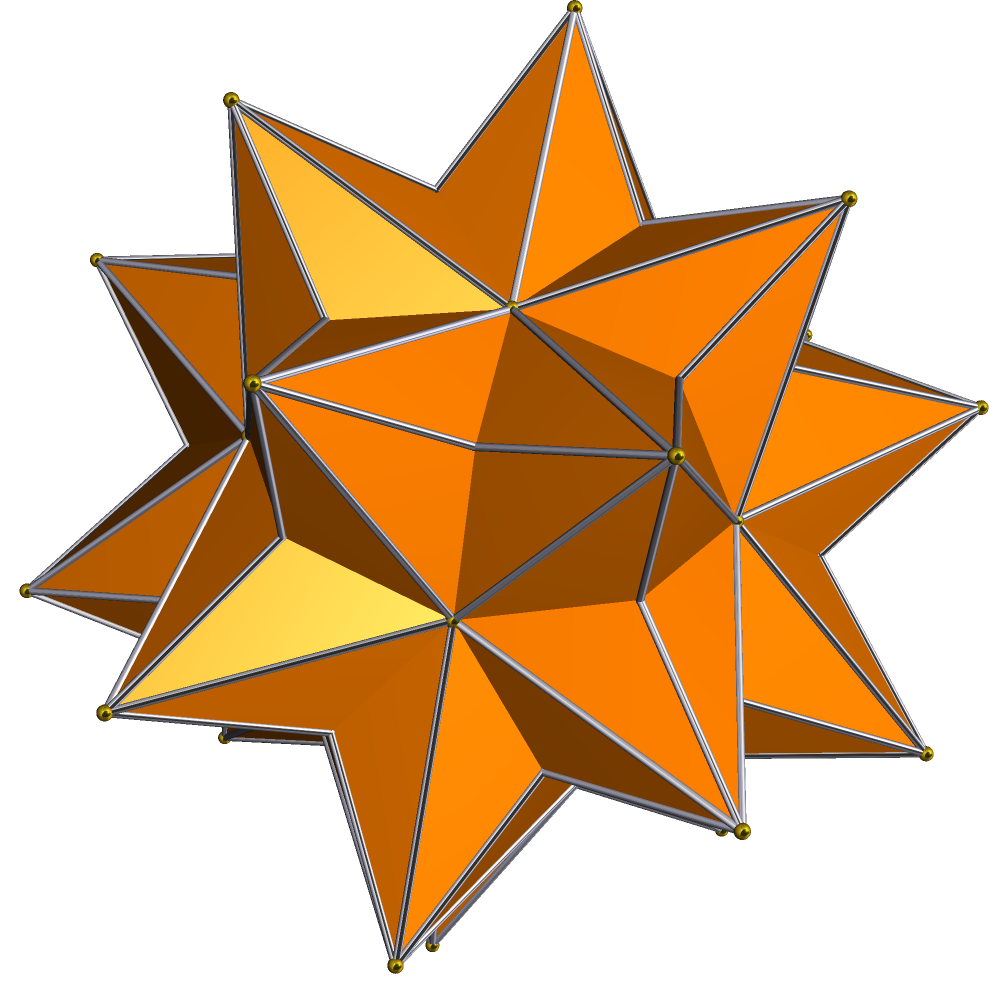
Marele dodecicosacron, una dintre numeroasele stelări ale icosaedrul triakis.
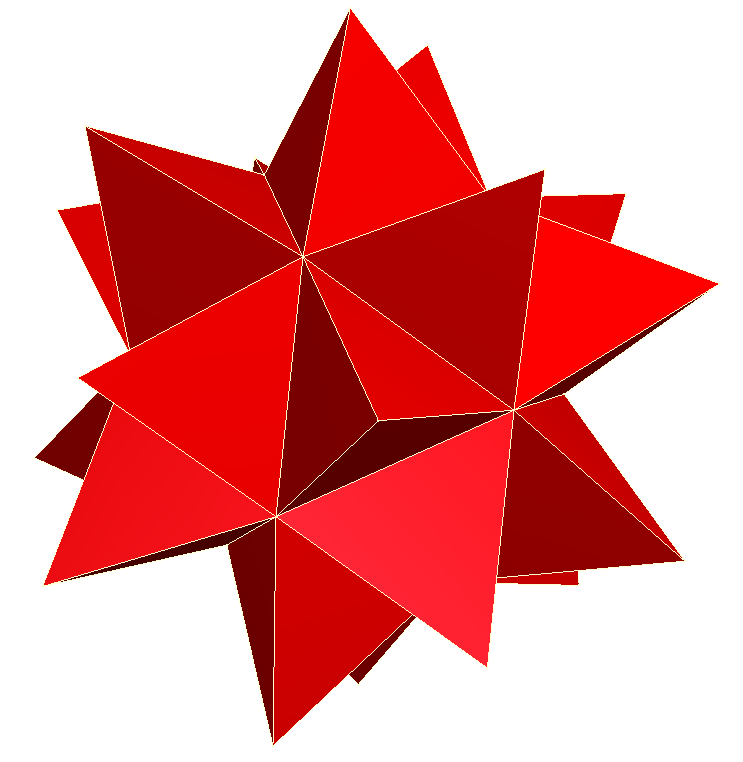
Icosaedru augmentat cu piramide triunghiulare pe fiecare față; adică este un Kleetop al icosaedrului. Această interpretare este exprimată de numele „triakis”.
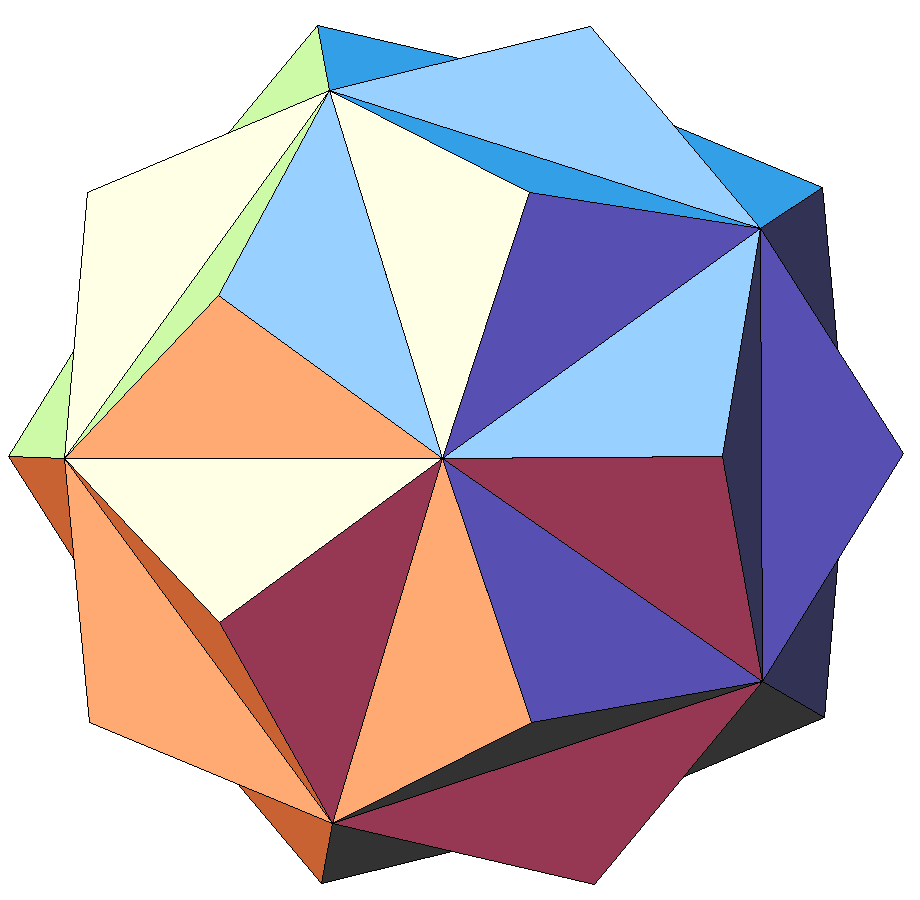
„Prima stelare a icosaedrului” sau micul icosaedru triambic,[5] uneori numit, printre altele, „icosaedru triakis”
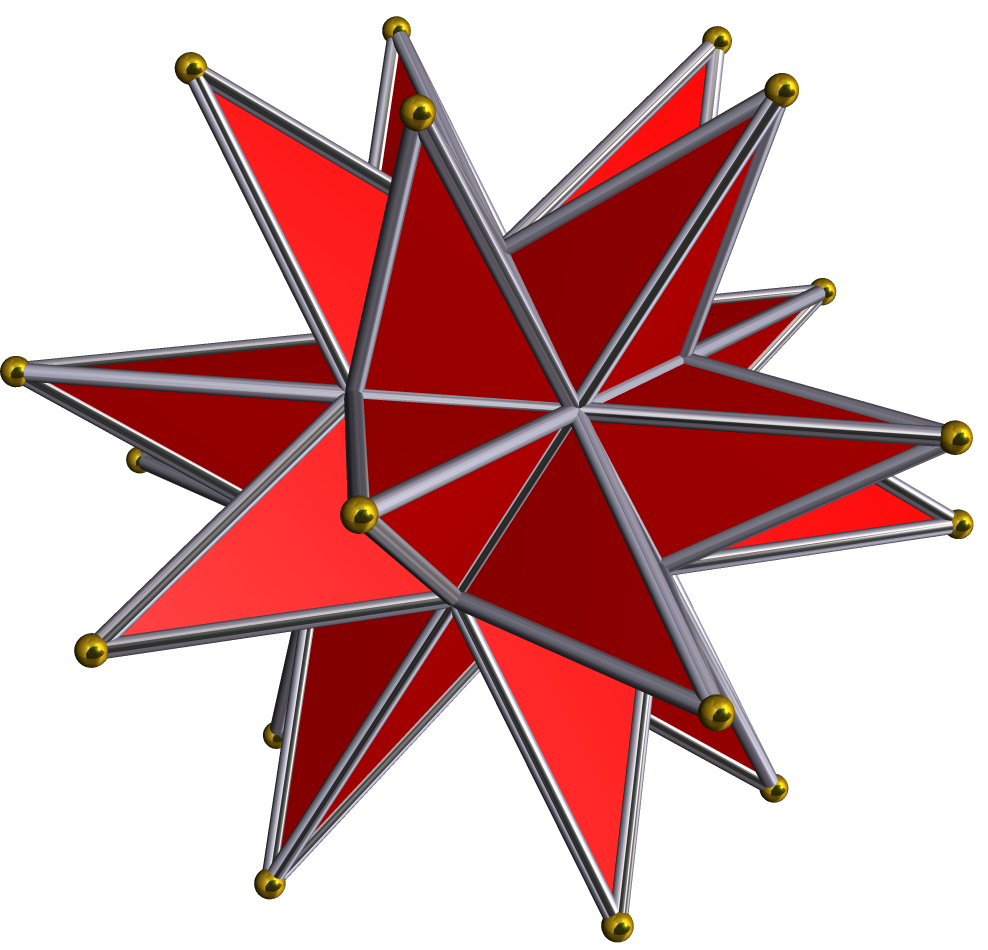
Marele dodecaedru stelat (cu piramide foarte înalte)
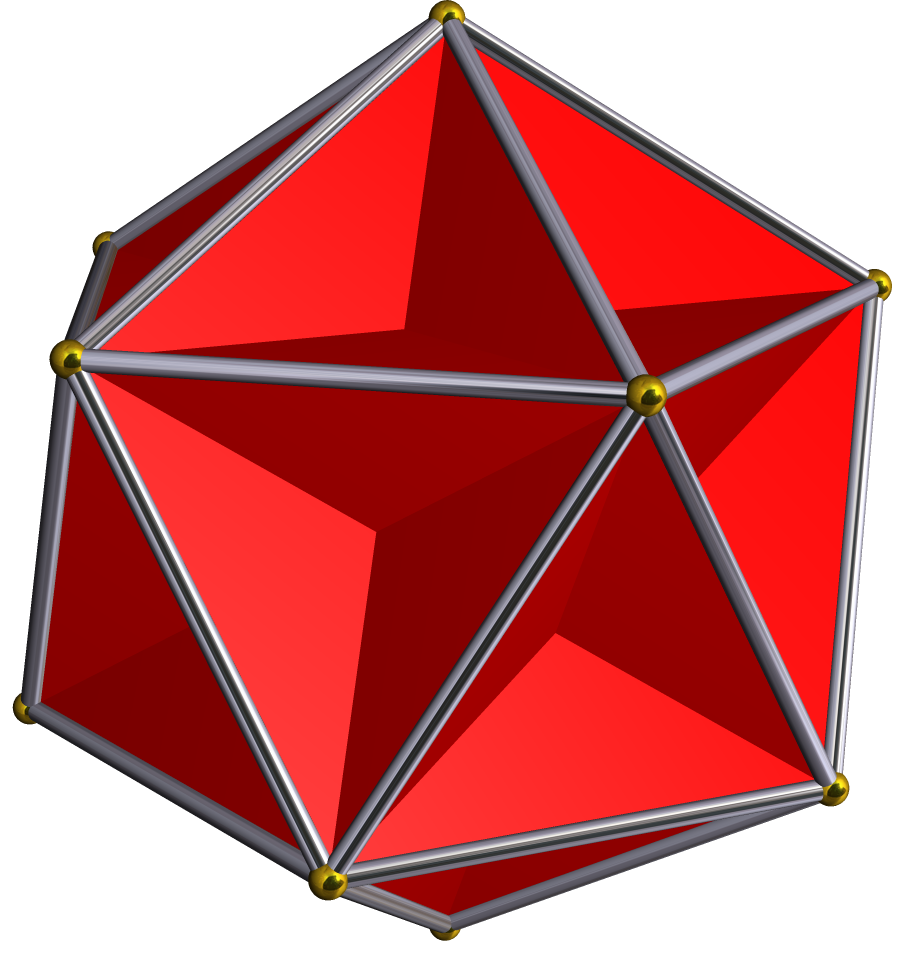
Marele dodecaedru (cu piramide inversate)

## Poliedre înrudite

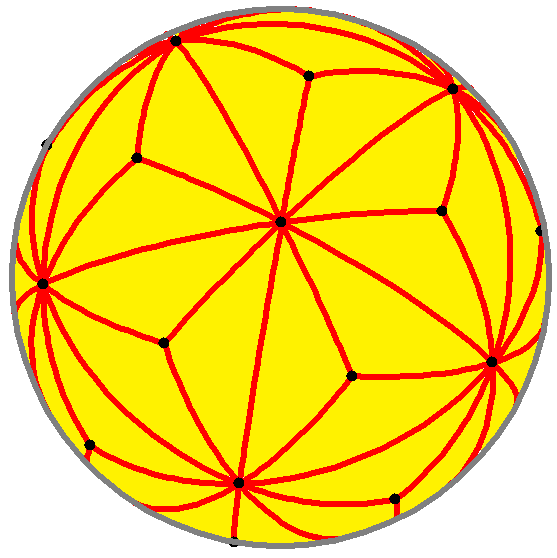
Icosaedrul triakis sferic

Este înrudit topologic ca parte a secvenței de poliedre trunchiate uniforme cu configurațiile vârfurilor (3.2n.2n) și simetriile grupului Coxeter [n,3].
| Familia de poliedre icosaedrice uniforme | Familia de poliedre icosaedrice uniforme | Familia de poliedre icosaedrice uniforme | Familia de poliedre icosaedrice uniforme | Familia de poliedre icosaedrice uniforme | Familia de poliedre icosaedrice uniforme | Familia de poliedre icosaedrice uniforme | Familia de poliedre icosaedrice uniforme |
| Simetrie: [5,3], (*532)                  | Simetrie: [5,3], (*532)                  | Simetrie: [5,3], (*532)                  | Simetrie: [5,3], (*532)                  | Simetrie: [5,3], (*532)                  | Simetrie: [5,3], (*532)                  | Simetrie: [5,3], (*532)                  | [5,3]+, (532)                            |
| ---------------------------------------- | ---------------------------------------- | ---------------------------------------- | ---------------------------------------- | ---------------------------------------- | ---------------------------------------- | ---------------------------------------- | ---------------------------------------- |
|                                          |                                          |                                          |                                          |                                          |                                          |                                          |                                          |
|                                          |                                          |                                          |                                          |                                          |                                          |                                          |                                          |
| {5,3}                                    | t{5,3}                                   | r{5,3}                                   | t{3,5}                                   | {3,5}                                    | rr{5,3}                                  | tr{5,3}                                  | sr{5,3}                                  |
| Duale ale poliedrelor uniforme           |                                          |                                          |                                          |                                          |                                          |                                          |                                          |
|                                          |                                          |                                          | Fișier:PentakisDodecahedron.svg          |                                          |                                          |                                          |                                          |
| V5.5.5                                   | V3.10.10                                 | V3.5.3.5                                 | V5.6.6                                   | V3.3.3.3.3                               | V3.4.5.4                                 | V4.6.10                                  | V3.3.3.3.5                               |

Icosaedrul triakis face parte dintr-o secvență de poliedre și pavări care se extinde în spațiul hiperbolic. Aceste figuri tranzitive pe fețe au simetria (*n32) în notația orbifold.
| Variante ale pavărilor trunchiate cu simetrie *n32: t{n,3} | Variante ale pavărilor trunchiate cu simetrie *n32: t{n,3} | Variante ale pavărilor trunchiate cu simetrie *n32: t{n,3} | Variante ale pavărilor trunchiate cu simetrie *n32: t{n,3} | Variante ale pavărilor trunchiate cu simetrie *n32: t{n,3} | Variante ale pavărilor trunchiate cu simetrie *n32: t{n,3} | Variante ale pavărilor trunchiate cu simetrie *n32: t{n,3} | Variante ale pavărilor trunchiate cu simetrie *n32: t{n,3} | Variante ale pavărilor trunchiate cu simetrie *n32: t{n,3} | Variante ale pavărilor trunchiate cu simetrie *n32: t{n,3} | Variante ale pavărilor trunchiate cu simetrie *n32: t{n,3} | Variante ale pavărilor trunchiate cu simetrie *n32: t{n,3} |
| Smetrie *n32 [n,3]                                         | Sferice                                                    | Sferice                                                    | Sferice                                                    | Sferice                                                    | Euclid.                                                    | Hiperb. compacte                                           | Hiperb. compacte                                           | Paracomp.                                                  | Hiperbolice necompacte                                     | Hiperbolice necompacte                                     | Hiperbolice necompacte                                     |
| Smetrie *n32 [n,3]                                         | *232 [2,3]                                                 | *332 [3,3]                                                 | *432 [4,3]                                                 | *532 [5,3]                                                 | *632 [6,3]                                                 | *732 [7,3]                                                 | *832 [8,3]...                                              | *∞32 [∞,3]                                                 | [12i,3]                                                    | [9i,3]                                                     | [6i,3]                                                     |
| ---------------------------------------------------------- | ---------------------------------------------------------- | ---------------------------------------------------------- | ---------------------------------------------------------- | ---------------------------------------------------------- | ---------------------------------------------------------- | ---------------------------------------------------------- | ---------------------------------------------------------- | ---------------------------------------------------------- | ---------------------------------------------------------- | ---------------------------------------------------------- | ---------------------------------------------------------- |
| Figuri trunchiate                                          |                                                            |                                                            |                                                            |                                                            |                                                            |                                                            |                                                            |                                                            |                                                            |                                                            |                                                            |
| Schläfli                                                   | t{2,3}                                                     | t{3,3}                                                     | t{4,3}                                                     | t{5,3}                                                     | t{6,3}                                                     | t{7,3}                                                     | t{8,3}                                                     | t{∞,3}                                                     | t{12i,3}                                                   | t{9i,3}                                                    | t{6i,3}                                                    |
| Figuri triakis                                             |                                                            |                                                            |                                                            |                                                            |                                                            |                                                            |                                                            |                                                            |                                                            |                                                            |                                                            |
| Config.                                                    | V3.4.4                                                     | V3.6.6                                                     | V3.8.8                                                     | V3.10.10                                                   | V3.12.12                                                   | V3.14.14                                                   | V3.16.16                                                   | V3.∞.∞                                                     |                                                            |                                                            |                                                            |